# In a Lifetime
In a Lifetime è una canzone pop rock eseguita dai Clannad insieme al cantante degli U2 Bono. Il singolo è stato prodotto da Steve Nye. Il singolo è stato pubblicato nel gennaio del 1986, e venne incluso nell'ottavo album del Clannad, Macalla. Si è piazzato nelle classifiche statunitensi, irlandesi, britanniche, italiane e brasiliane di quegli anni in buoni posti.

## Video
Il video del singolo è stato girato a Gweedore, in Irlanda, da Meiert Avis, e mostra la vita degli abitanti di quel luogo: bambini che camminano lungo una strada, un carro funebre, uomini che bevono in un pub... Il video è stato elogiato per l'inquietante ritratto della campagna e delle tradizioni irlandesi.